# وای‌زد سگ کوچک
وای‌زد سگ کوچک یک ستاره است که در صورت فلکی سگ کوچک قرار دارد.